# Grey Ruthven
Pour les articles homonymes, voir Ruthven.
Alexander Patrick Greysteil Ruthven (né à Dublin le 26 novembre 1939 et mort le 24 septembre 2021), généralement connu sous le nom de Grey Gowrie, est un pair héréditaire écossais. Il est un homme politique du Parti conservateur pendant quelques années, siégeant au cabinet britannique, et est plus tard président de Sotheby's et de l'Arts Council of England. Il a également publié de la poésie. Lord Gowrie est le chef héréditaire du clan Ruthven. 

## Biographie
Lord Gowrie est né à Dublin, en Irlande, le fils aîné du major Patrick Hore-Ruthven, fils unique survivant du 1er baron Gowrie et de son épouse Lady Gowrie. Sa mère est Pamela Margaret Fletcher (qui épouse plus tard le major Derek Cooper (en)). Son jeune frère est l'écrivain Malise Ruthven (en). 
Son père est tué au combat en 1942, date à laquelle il est devenu l'héritier de son grand-père. Lorsque son grand-père, qui a été Gouverneur général d'Australie, est créé comte de Gowrie en 1945, il porte le titre de courtoisie de vicomte Ruthven de Canberra. Il fait ses études au Collège d'Eton et à Balliol College, à Oxford, et plus tard à l'Université Harvard. 
Le jeune Lord Ruthven devient comte de Gowrie, du nom du vieux quartier écossais de Gowrie autour de Perth, à la mort de son grand-père le 2 mai 1955; en même temps, il devient 2e vicomte Ruthven de Canberra et 2e baron Gowrie de Canberra et de Dirleton (East Lothian). Le 16 avril 1956, il succède à son grand-oncle (le frère aîné de son grand-père) le 10e Lord Ruthven de Freeland en tant que 3e baron Ruthven de Gowrie (la seigneurie écossaise de Ruthven de Freeland passe à la place par la lignée féminine). Il a inscrit ses armoiries en 1959. 
Il hérite de Castlemartin House and Estate à Kilcullen, dans le comté de Kildare, en Irlande, de sa grand-tante Sheelagh Blacker en 1967, puis le vend à Tony O'Reilly, à qui il vend également sa maison de Dublin sur Fitzwilliam Square. Il vit en partie en Irlande jusqu'en 1983 et déménage ensuite dans les marches galloises, tout en maintenant également une résidence à Londres pendant une grande partie de la période. 
Gowrie rejoint le banc avant des conservateurs sous Edward Heath en 1972 en tant que Lord-in-waiting, un poste qu'il occupe jusqu'en 1974. Il sert ensuite sous Margaret Thatcher comme ministre d'État à l'Emploi entre 1979 et 1981, et comme ministre d'État pour l'Irlande du Nord entre 1981 et 1983. En 1983, il est admis au Conseil privé et entre au Cabinet en tant que ministre des Arts, jusqu'en 1985. Il est Chancelier du duché de Lancastre entre 1984 et 1985. Bien qu'il se soit vu offrir le poste de secrétaire d'État à l'éducation et à la science, il démissionne du cabinet en 1985, déclarant qu'il lui est impossible de vivre à Londres avec le salaire de 33 000 £ prévu pour ce poste. 
Après avoir quitté le gouvernement, Gowrie devient président de Sotheby's (1985–1994) et plus tard de l'Arts Council of England — décrit comme « la nomination d'un Écossais, né en Irlande et vivant au Pays de Galles » à un poste anglais clé. Au Conseil des arts, il tient le rôle de distributeur de fonds de la Loterie nationale. 
Gowrie donne des conférences sur la littérature anglaise et américaine à Harvard et à l'University College de Londres. Il est doyen du Royal College of Art. Il fait également un certain nombre d'apparitions à la télévision, notamment dans des documentaires sur Francis Bacon, l'artiste et revivaliste folk britannique et pionnier du blues Rory McEwen, et le National Theatre, ainsi que plusieurs épisodes de l' heure des questions. 
Gowrie est un mécène de la Elton John AIDS Foundation. Avec Rowan Williams et Daniel Day-Lewis, il est un parrain de l'Association Wilfred Owen, créée en 1989 pour commémorer la vie et l'œuvre du célèbre poète de la Première Guerre mondiale Wilfred Owen. Il est également directeur fondateur de la British Friends of the National Gallery of Ireland. 

## Écrits
Gowrie a publié un volume de poésie dans la vingtaine, Carte postale de Don Giovanni, après une période en tant qu'assistant du poète américain Robert Lowell et a co-écrit plus tard un livre sur la peinture britannique, The Genius of British Painting, publié dans 1975. 
À l'été 1999, après avoir reçu un diagnostic de maladie cardiaque grave, il bénéficie d'une transplantation cardiaque à l'hôpital Harefield et, après une longue convalescence, quitte l'hôpital en 2000; sa santé est restée fragile depuis. Il s'est lié d'amitié avec son chirurgien principal, Magdi Yacoub, et préside maintenant l'institut qui porte son nom. Après sa sortie de l'hôpital, il publie son premier recueil de poésie depuis des décennies, The Domino Hymn, qui contient des références à sa maladie — le titre fait référence au fait qu'il était un « patient domino », c'est-à-dire celui qui a reçu un cœur d'un autre patient subissant une transplantation cardiaque et pulmonaire. Plus tard, il publie également Third Day. 
Il est élu en 2003 Fellow de la Société Royale de Littérature En janvier 2009, Gowrie accepte l'invitation de Farad Azima à présider le Conseil Consultatif de l'Iran Heritage Foundation. 

## Vie privée
Lord Gowrie épouse Alexandra Bingley, fille du colonel Robert Bingley, le 1er novembre 1962. Ils ont un fils: 
- (Patrick Leo) Brer Ruthven, 3e comte de Gowrie (né le 4 février 1964). Développeur de base de données et musicien. Brer Ruthven épouse Julie Goldsmith et a un fils, Heathcote Patrick Cornelius Ruthven, né le 28 mai 1990.

Lord Gowrie et Alexandra Bingley divorcent en 1974.
Le 2 novembre 1974, Gowrie épouse Adelheid von der Schulenburg (née le 24 octobre 1943), sixième et plus jeune enfant de Fritz-Dietlof von der Schulenburg (1902-10 août 1944), l'un des chefs du complot de 1944 visant à assassiner Hitler, et son épouse Charlotte Kotelmann. 
Gowrie est resté ami avec Lowell, son mentor poétique, et est porteur de cercueil à ses funérailles. Il est également étroitement associé à Edward Plunkett (en), le peintre anglo-irlandais, et est le parrain d'un de ses fils et l'acheteur de la maison du Kent (le prieuré de Dunstall à Shoreham) de son célèbre grand-père, l'écrivain Lord Dunsany (également nommé Edward Plunkett).